# Новоселівка (місцевість Харкова)
Новоселівка — місцевість на території Новобаварського району Харкова, поблизу станції Новоселівка.

## Транспорт

### Трамвай
- № 7 : Новоселівка — Залізничний вокзал "Харків-Пас."

### Тролейбус
- №11 Проспект Дзюби - Майдан Конституції

### Автобус
- №58 Вул.Академіка Богомольця - Проспект Слави (Залютине)
- №67 Ст.м.Холодна гора - Ст.м.Центральний ринок (через вул.Баварська та вул.Семінарська)

### Маршрутне таксі
- №258 Вул.Академіка Богомольця - Пр.Слави (Залютине)